# Chrysoteuchia
Chrysoteuchia is een geslacht van vlinders uit de familie grasmotten (Crambidae).

## Soorten
- C. argentistrigellus Leech, 1889
- C. atrosignatus Zeller, 1877
- C. culmella Linnaeus, 1758 - gewone grasmot
- C. daisetsuzana Matsumura, 1927
- C. diasterella Bleszynski, 1965
- C. diplogrammus Zeller, 1863
- C. distinctellus Leech
- C. dividellus Snellen, 1890
- C. fractellus South, 1901
- C. fuliginosellus South, 1901
- C. funebrellus Caradja, 1937
- C. gonoxes Bleszynski, 1962
- C. gregorella Bleszynski, 1965
- C. hyalodiscella Caradja, 1927
- C. lolotiella Caradja, 1927
- C. mandschuricus Christoph, 1881
- C. moriokensis Okano, 1958
- C. picturatellus South, 1901
- C. porcelanellus Motschulsky, 1860
- C. pseudodiplogrammus Okano, 1962
- C. pyraustoides Erschoff, 1875
- C. sonobei Marumo, 1936
- C. topiarius Zeller, 1866
- C. yuennanellus Caradja, 1937